# Юхан Фредрік Екерсберг
Юхан Фредрік Екерсберг (норв. Johan Fredrik Eckersberg; 16 червня 1822, Драммен — 13 липня 1870; Берум) — норвезький художник романтичного спрямування.

## Життя та творчість
Юхан Фредрік Екерсберг народився у купецькій сім'ї. Спочатку він хотів займатися торгівлею, як і його батько. У 16-річному віці був відправлений батьками до Нідерландів для навчання комерції. В Амстердамі Юган знайомиться з художньою творчістю, починає брати уроки живопису та намагається копіювати старих майстрів. 1841 року Еккерсберг повертається в Норвегію і допомагає батькові в його торгівлі. У вільний час він займається малюванням, у 1843 році вступає до Королівської школи мистецтв у Християнії (Осло), до класу художника Йоханнеса Флінто.
У 1846 році він здійснює навчальну поїздку з Гансом Гуде та Августом Каппеленом у гірський район Ґудбраннсдал. Ця подорож стала знаковою у норвезькому пейзажному живописі, ввівши гірські мотиви у романтичну мальовничу тематику норвезьких художників. Тієї ж осені Екерсберг отримує дворічну стипендію для навчання в Дюссельдорфській академії мистецтв. Тут він стає учнем Йоганна Вільгельма Ширмера, проте норвезький майстер не поділяв художні погляди останнього і через 2 роки повернувся до Норвегії. З 1848 року він живе в Осло (Християнії) — за винятком 1852—1854 років, проведених ним на островах Мадейра, де художник лікувався від туберкульозу, та перебування у 1854—1856 у Дюссельдорфі.
У жовтні 1850 року художник одружується з Лаурою Мартіною Гансен. У цьому року він стає членом Норвезької академії мистецтв. Був знайомий із письменником Крістеном Асбйорнсеном та стає одним із найкращих норвезьких книжкових ілюстраторів, малюючи переважно до казок зі зборів Асбйорнсена. На Мадейрі він створює серію малюнків «Види острова Мадейра». Повернувшись із сім'єю на батьківщину, незважаючи на захворювання на туберкульоз, у 1859 році відкриває в Християнії художню школу. З 1863 року цей навчальний заклад отримує державне визнання та підтримку. У ній навчалися згодом багато відомих норвезьких художників — таких, як Герхард Мунте та Крістіан Скредсвіг. Ю. Ф. Екерсберг входив до керівництва норвезької Національної галереї і з 1864 — до керівництва Спілки художників Християнії.
Екерсберг жив і працював у роки розквіту норвезького романтизму. Головною темою краєвидів була природа Східної Норвегії. Для його полотен притаманні ретельне деталування і майже повна відсутність художньої фантазії, що було притаманно цьому майстру, котрий працював у перехідний період між романтизмом і реалізмом. Найбільш відомі його картини були написані у 1860-ті роки.
1870 Екерсберг за свою творчість був нагороджений орденами святого Олафа і Васи. Помер від туберкульозу.